# Ad-Dib as-Saghir
Ad-Dib as-Saghir (arab. الديب الصغير) – wieś w Syrii, w muhafazie muhafazie Aleppo. W 2004 roku liczyła 162 mieszkańców.